# David Trummer
David Trummer (1 de junio de 1994) es un deportista austríaco que compite en ciclismo de montaña en la disciplina de descenso.
Ganó una medalla de plata en el Campeonato Mundial de Ciclismo de Montaña de 2020 y dos medallas en el Campeonato Europeo de Ciclismo de Montaña, plata en 2022 y bronce en 2019.

## Medallero internacional
| Campeonato Mundial | Campeonato Mundial             | Campeonato Mundial | Campeonato Mundial |
| Año                | Lugar                          | Medalla            | Competición        |
| ------------------ | ------------------------------ | ------------------ | ------------------ |
| 2020               | Leogang (Austria)              | Medalla de plata   | Descenso           |
| Campeonato Europeo |                                |                    |                    |
| Año                | Lugar                          | Medalla            | Competición        |
| 2019               | Pampilhosa da Serra (Portugal) | Medalla de bronce  | Descenso           |
| 2022               | Maribor (Eslovenia)            | Medalla de plata   | Descenso           |